# Guillem Àngel Crespí i Alemany
Guillem Àngel Crespí i Alemany   (Santa Margalida, 1963) és un pintor mallorquí.

## Biografia
Guillem Àngel Crespí Alemany va néixer el 22 de novembre de 1963 a Santa Margalida, Mallorca, en una família amb fortes arrels culturals. És net de Guillem Crespí Coll, conegut com "Es Panderer", un glosador destacat de la regió. La seva infància va estar marcada per la influència de figures prominents del món del cinema i la música gràcies al seu pare, Joan Crespí, majordom de "Sa Capella", una propietat gestionada per la noblesa francesa. Aquesta exposició precoç al món artístic va despertar el seu interès per les arts visuals.

## Formació i desenvolupament artístic
Entre els anys 1971 i 1973, Crespí va ser alumne de Tano Pomar, un pintor reconegut de Pollença, on va començar a experimentar amb diferents estils i tècniques. Des dels disset anys va començar a pintar al Port de Pollença, on va realitzar encàrrecs de retrats i paisatges. Va continuar la seva formació a l'Escola d'Art de Pollença on va aprofundir en dibuix i pintura, una etapa fonamental en el desenvolupament del seu estil artístic personal.

## Trajectòria professional
Des de mitjans dels anys 90, Crespí Alemany ha mantingut una presència activa en l'escena artística, participant en nombroses exposicions individuals i col·lectives. La seva obra ha evolucionat des de la representació de figures quotidianes, com tomàtigues i cols, fins a temes més abstractes i simbòlics com violins i bicicletes, reflexionant així un viatge personal i artístic que busca explorar la condició humana a través de l'art.

### Innovació en l'art: Harmonia figurativa
Crespí Alemany és pioner del moviment 'Harmonia Figurativa', una corrent que busca la simbiosi entre l'expressió abstracta i la figura reconeixible, influenciat per mestres com Jackson Pollock i Anselm Kiefer. Aquest moviment s'ha distingit per la utilització de capes de pintura aplicades de manera que creen una textura densa i rica, sobre les quals les figures emergents juguen un paper central en la composició final.

### Contribucions significatives
La seva contribució més notable en l'àmbit de l'escultura pública és "El gran violí", una obra monumental situada a Ca'n Picafort que simbolitza la fusió de la música i l'art visual, dues de les passions de Crespí. Al 2020, va crear "El cap de dimoni", una altra escultura pública que es troba en una rotonda de Santa Margalida, mostrant un símbol cultural de Mallorca durant les festes de La Beata.

## Reconeixement i influència
L'impacte de l'obra de Crespí Alemany s'ha vist reconegut en diversos àmbits, incloent-hi el seu rol com a pont cultural entre les tradicions artístiques mallorquines i les tendències contemporànies globals.

## Crítiques
- "Crespí Alemany o la constitució de l'artista",[1] per Baltasar Porcel
- "Guillem Crespí, del fruit a l'instrument",[2] per Sebastià Alzamora
- "Pintura i escultura de Guillem Crespí",[3] per Carme Riera
- "L'art de compondre i descompondre els colors",[4] per Maria de la Pau Janer
- "El niño que soñaba juguetes",[5] per Camilo J. Cela Conde
- "Ball de forja",[6] per Joan Martorell
- "L'art és gairebé tan antic com l'home",[7] per Joan Company
- "L'edad de les muses",[8] per Héctor Bofill
- "El niño que se hacía preguntas",[9] per Eduardo Infante
- "Dos violins abraçats",[10] per Bernat Cabot

## Programes audiovisuals
- 2020 Cap de Dimoni: l'escultura.[11]
- 2017 Propòsit d'art didàctic. Santa Margalida.[12]
- 2015 Cor de Ferro.[13]